# Bart van der Leck
Bart Anthony van der Leck (Utrecht, 26 novembre 1876 – Blaricum, 14 novembre 1958) è stato un pittore olandese.

## Biografia
Studiò presso la Rijksschool voor Kunstnijheid e dal 1900 fino al 1904  presso la Rijksacademie di Amsterdam. I suoi primi disegni sono influenzati dallo stile impressionista di George Breitner e Ismaël. Negli anni '10 le sue opere furono caratterizzate sempre di più da forme astratte. La collezionista più importante fu Kröller-Müller.
Insieme a Piet Mondrian e altri nel 1917 fondò la rivista De Stijl.